# Pseudoagnara abdalkurii
Pseudoagnara abdalkurii is een pissebed uit de familie Agnaridae. De wetenschappelijke naam van de soort is voor het eerst geldig gepubliceerd in 2004 door Stefano Taiti & Franco Ferrara.